# 장즈쥔

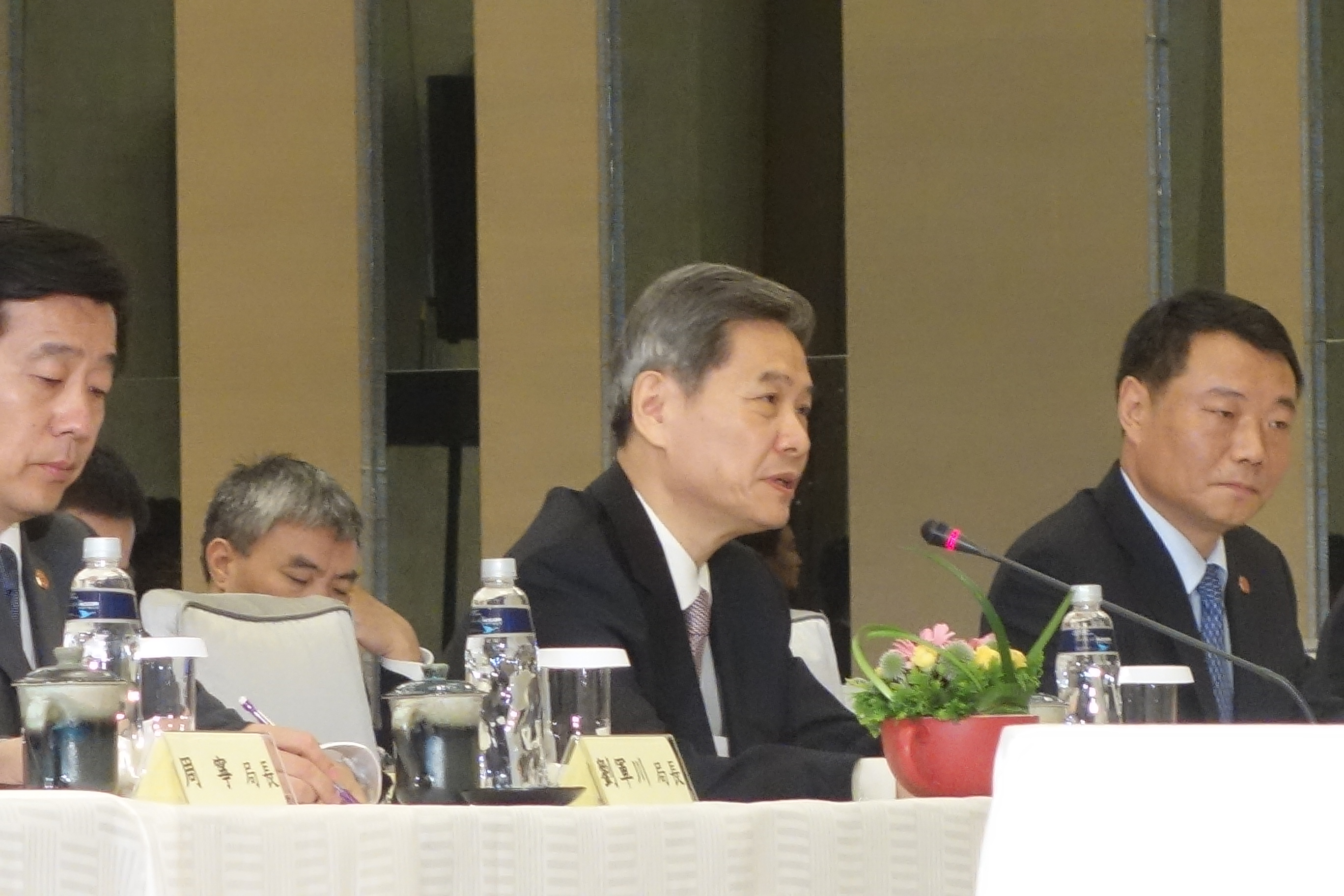
2014년 모습

장즈쥔(중국어: 张志军, 병음: Zhāng Zhìjūn, 1953년 2월 1일 ~ )은 중국의 외교관이자 정치인이다. 2013년 3월 17일부터 2018년 3월 21일까지 국무원대만사무판공실 장관을 역임했다. 2018년 4월부터 현재 해협양안관계협회 회장을 맡고 있다.

## 교육
장즈쥔은 1971년 북경대학에서 공부했다. 또한 교환학생을 위해 영국으로 건너갔다.

## 같이 보기
- 양안 관계
- 대륙위원회